# Индустријска зона Сетевене (Витербо)
Индустријска зона Сетевене је насеље у Италији у округу Витербо, региону Лацио.
Према процени из 2011. у насељу је живело 8 становника. Насеље се налази на надморској висини од 231 м.